# وعي
الوعي بأبسط التعاريف هو الإحساس أو الدراية بالوجود الداخلي والخارجي، ورغم آلاف السنين من التحليلات والتعاريف والتفسيرات والمناقشات بين الفلاسفة والعلماء، ما يزال الوعي أمرًا محيرًا ومثيرًا للجدل كونه «أكثر الجوانب أُلفة وأكثرها غموضًا في حياتنا». لربما المفهوم الوحيد المتفق عليه على نطاق واسع حول هذا الموضوع هو الحدس القائل بوجود الوعي. تختلف الآراء حول ما يحتاج بالضبط إلى دراسة وتفسير باعتباره وعيًا. في بعض الأحيان، يُعتبر مرادفًا للعقل، وفي أحيان أخرى، يُعتبر جانبًا من جوانب العقل. وفي الماضي، كان يتمثل «بالحياة الداخلية» للمرء، وعالم الاستبطان، والتفكير الداخلي، والخيال، والإرادة. قد تكون هناك مستويات أو مرتبات مختلفة للوعي، أو أنواع مختلفة من الوعي، أو مجرد نوع واحد مع سمات مختلفة. ثمة تساؤلات أخرى فيما إذا كان البشر وحدهم واعيين أم الحيوانات جميعها أو حتى الكون بأكمله. يثير التباين في نطاق البحوث والمفاهيم والتكهنات شكوكًا حول ما إذا كان يتم طرح الأسئلة الصحيحة.
ومن الأمثلة على مجموعة الأوصاف أو التعاريف أو التفسيرات ما يلي: اليقظة البسيطة، أو شعور المرء بالذات أو النفس عبر «النظر لدواخلنا»؛ أن يكون «تيارًا» مجازيًا للمضمون، أو أن يكون حالة عقلية أو حدث عقلي أو عملية عقلية للدماغ؛ أن يتضمن نوعًا من الظواهر المرئية أو الكيفيات المحسوسة والذاتية؛ أن يكون «كالشيء الذي سيبدو عليه الأمر» لو «امتلكت» ذلك الشيء أو «كنت» ذلك الشيء؛ أن يكون «المسرح الداخلي» أو نظام المراقبة التنفيذية للعقل.

## وجهات النظر المشتركة بين التخصصات
كافح الفلاسفة الغربيون منذ عهد ديكارت ولوك من أجل فهم طبيعة الوعي وكيف يتناسب مع صورة أكبر للعالم. وتظل هذه المسائل أساسية في كلا الفلسفتين القارية والتحليلية في علم الظواهر وفلسفة العقل تباعًا. تتضمن بعض التساؤلات الأساسية: فيما إذا كان الوعي يماثل المادة الفيزيائية، وفيما إذا كان من الممكن أن تكون الآلات الحاسبة كالحواسيب أو الروبوتات واعية، ومدى ارتباط الوعي باللغة، وكيف يرتبط الوعي بعالم التجارب، ودور الذات في التجربة، وفيما إذا كان التفكير الفردي ممكنًا على الإطلاق، وفيما إذا كان المفهوم متسقًا بشكل أساسي.
ومؤخرًا، أصبح الوعي أيضًا موضوعًا هامًا للبحوث المتعددة التخصصات في العلوم الاستعرافية التي تشمل مجالات كعلم النفس واللسانيات والأنثروبولوجيا وعلم النفس العصبي والعلوم العصبية. وينصب التركيز الأساسي على فهم معنى وجود المعلومات في الوعي من الناحية البيولوجية والنفسية، أي على تحديد العلاقات العصبية والنفسية للوعي. وتقيّم غالبية الدراسات التجريبية الوعي لدى البشر من خلال طلب تقرير شفوي من الأشخاص المشاركين بالبحث عن تجاربهم (على سبيل المثال، «أخبرني إذا لاحظت أي شيء عندما أفعل هذا»). وتشمل المسائل ذات الاهتمام ظواهر مثل المحفزات اللاشعورية، والعمى البصري، وعمه العاهات، وحالات الوعي المتغيرة الناتجة عن الكحول أو المخدرات الأخرى أو الأساليب الروحية أو التأملية.
في الطب، يُقيم الوعي من خلال ملاحظة استثارة المريض واستجابته، ويمكن فهمه على أنه سلسلة متلاحقة من الحالات المتراوحة بين اليقظة والإدراك الكاملين، من خلال عدم التوجه، والهذيان، وفقدان الاتصال المُجدي، وأخيرًا فقدان الاستجابة الحركية للمحفزات المؤلمة. وتشمل القضايا المهمة عمليًا كيفية تقييم وجود الوعي في حالة الأمراض الشديدة أو الغيبوبة أو التخدير وكيفية معالجة الظروف التي يضعف أو يغيب فيها الوعي. تقاس درجة الوعي بمقاييس موحدة لمراقبة السلوك كمقياس غلاسكو للغيبوبة.

## إشكالية التعريف
تعود تعاريف القاموس لكلمة الوعي لعدة قرون وتعكس مجموعة من المعاني التي تبدو مترابطة مع وجود بعض الاختلافات المثيرة للجدل كالتمييز بين «الوعي الباطني» و «الإدراك الحسي» للعالم المادي، أو التمييز بين «الواعي» و«اللاواعي»، أو مفهوم «الكيان العقلي» أو «النشاط العقلي» غير الجسدي.
وفيما يلي التعاريف الشائعة لاستخدامات الوعي في قاموس ويبستر الدولي الثالث الجديد (الطبعة 1966، المجلد 1، الصفحة 482):
1.      
- الدراية أو الإدراك الحسي لحقيقة نفسية أو روحية باطنية؛ معرفة المرء بشيء ما ضمن ذاته الداخلية.
- الدراية الداخلية بجسم أو حالة أو حقيقة خارجية
- الدراية الآبهة؛ الاهتمام، القلق- كثيرًا ما تُستخدم كاسم إسنادي (كالوعي الطبقي)

2. الحالة أو النشاط المتسم بالإحساس أو العاطفة أو الإرادة أو التفكير؛ العقل بأوسع نطاق ممكن؛ شيء ما في الطبيعة يختلف عن المادة
3. حصيلة الأحاسيس والإدراكات الحسية والأفكار والمواقف والمشاعر في علم النفس والتي يدركها الفرد أو المجموعة في أي وقت أو خلال فترة زمنية معينة - مقارنةً مع تيار الوعي
4. حياة اليقظة (التي يعود إليها المرء بعد النوم، والغشي، والحمى) حيث تعود جميع القوى العقلية.
5. الجزء من الحياة العقلية أو المحتوى النفسي في التحليل النفسي المتاح مباشرةً للأنا- مقارنة بما قبل الوعي واللاوعي
يعرّف قاموس كامبريدج الوعي بأنه «حالة فهم وإدراك شيء ما». يعرّف قاموس أكسفورد الحي الوعي بأنه «حالة دراية المرء بمحيطه والاستجابة له» و«وعي الشخص أو إدراكه الحسي لشيء ما» و«حقيقة دراية العقل بنفسه وبالعالم».
وقد حاول الفلاسفة توضيح الفوارق التقنية عن طريق استخدام لغة اصطلاحية خاصة بهم. تعرف موسوعة روتليدج للفلسفة في عام 1998 الوعي على النحو التالي:
الوعي - استخدم الفلاسفة مصطلح «الوعي» ضمن أربعة مواضيع رئيسية: المعرفة بشكل عام، والقصدية، والاستبطان (والمعرفة التي يولدها على وجه التحديد)، والتجربة الظاهراتية... إن الأمر الذي يدور في ذهن المرء «واعٍ استبطانيًا» فقط إذا استبطنه المرء أو كان مهيًا للقيام بذلك. وكثيرًا ما يعتقد أن التفكير الداخلي يقدم المعرفة الأولية للمرء عن حياته العقلية. إن التجربة أو الكيان العقلي «واعية ظاهراتيًا» فقط في حالة وجود «شيء يمكن للمرء امتلاكه». وأكثر الأمثلة وضوحًا: التجربة الإدراكية الحسية، كالتذوق والرؤية؛ وتجارب الإثارة الجسدية كتجارب الآلام والدغدغة والحكة؛ والتجارب الإبداعية كتلك المتعلقة بأفعال المرء أو مفاهيمه؛ وتيارات الأفكار كتجربة التفكير «في الكلمات» أو «في الصور». ويبدو أن مفهومي الاستبطان والظاهرية مفهومان مستقلان، أو يمكن فصلهما، رغم أن ذلك مثار جدل.

لم يكن العديد من الفلاسفة والعلماء راضين عن صعوبة وضع تعريف لا يتضمن التفافًا أو ضبابيةً. ففي قاموس ماكميلان لعلم النفس (طبعة عام 1989)، أعرب ستيوارت ساذرلاند عن موقف متشكك أكثر من مجرد تعريف:
الوعي - امتلاك الإدراكات الحسية والأفكار والمشاعر. يستحيل تعريف المصطلح إلا بعبارات إشكالية دون فهم ما يعنيه الوعي. فالكثيرون يقعون في فخ مساواة الوعي بالوعي الذاتي – ليكون المرء واعيًا، ينبغي فقط أن نكون على وعي بالعالم الخارجي. إن الوعي ظاهرة مذهلة ولكنها بعيدة المنال: فمن المستحيل أن نحدد ماهيته، أو عمله، أو سبب تطوره. ولم يُكتب حوله شيء يستحق القراءة.
إن التعريف المتحيز مثل تعريف ساذرلاند من الممكن أن يؤثر بشكل كبير على افتراضات الباحثين واتجاهات عملهم:
إذا كان الوعي بالبيئة... هو معيار الوعي، فإذًا حتى الكائنات الأولية واعية. وإذا كان الوعي مطلوبًا، فإن وعي القردة العليا ورضع البشر مشكوك به.
وقد جادل العديد من الفلاسفة بأن الوعي مفهوم وحدوي يفهمه معظم الناس حدسيًا رغم صعوبة تعريفه. جادل آخرون بأن حجم الخلاف حول معنى الكلمة يدل على أنها إما تعني أشياء مختلفة لأشخاص مختلفين (كالجوانب الموضوعية مقابل الجوانب الذهنية للوعي) أو أنها تشمل مجموعة متنوعة من المعاني المتميزة مع عدم وجود عنصر بسيط مشترك.

## أصناف الوعي
تختلف مدلولات الوعي، من مجال إلى آخر، فهناك من يقرنه باليقظة (في مقابل الغيبوبة أو النوم). وهناك من يقرنه بالشعور ويشير به إلى جميع العمليات السيكولوجية الشعورية. ويمكن أن نفهم الدلالة العامة للوعي فيما يلي: إنه ممارسة نشاط معين (فكري، تخيلي، يدوي). ومن ثمة يمكن تصنيف الوعي إلى أصناف أربعة هي:

### الوعي العفوي التلقائي
وهو ذلك النوع من الوعي الذي يكون أساس قيامنا بنشاط معين، دون أن يتطلب منا مجهوداً ذهنياً كبيراً، بحيث لا يمنعنا من مزاولة أنشطة ذهنية أخرى.

### الوعي التأملي
وهو على عكس الأول يتطلب حضوراً ذهنياً قوياً، ويرتكز على قدرات عقلية عليا، كالذكاء، والإدراك، والذاكرة… ومن ثمة فإنه يمنعنا من أن نزاول أي نشاط آخر.

### الوعيالحدسي
وهو الوعي المباشر والفجائي الذي يجعلنا ندرك أشياء، أو علاقات، أو معرفة، دون أن نكون قادرين على الإتيان بأي استدلال.

### الوعي المعياري الأخلاقي
وهو الذي يجعلنا نصدر أحكام قيمة على الأشياء والسلوكات فنرفضها أو نقبلها، بناء على قناعات أخلاقية. وغالباً ما يرتبط هذا الوعي بمدى شعورنا بالمسؤولية تجاه أنفسنا والآخرين.
انطلاقاً من هذا التصنيف الدلالي، يمكن أن نترجم الإشكالية الفلسفية لهذا الدرس من خلال الأسئلة التالية: كيف يمكن أن يحيط الوعي بالذات؟ كيف ينفتح الوعي عن العالم وعن الآخرين؟ ما هي حدود الوعي؟

## الوعي بما هو تفكير فيالذات
يرى الفيلسوف الألماني هيغل Hegel أن الإنسان هو الموجود الوحيد الذي يعي ذاته، باعتباره يوجد كما توجد أشياء الطبيعة، وباعتباره موجوداً لذاته. أما الأشياء الأخرى فإنها لا توجد إلا بكيفية واحدة. وعلى هذا الأساس يجب على الإنسان أن يعيش بوصفه موجوداً لذاته ذلك «لأنه مدفوع إلى أن يجد ذاته ويتعرف عليها فيما يلقاه مباشرة ويعرض عليه من الخارج.» (هيغل)، وهو يستطيع ذلك حينما يسقط ذاته وتمثلاته على الأشياء الخارجية. فالإنسان يعمل دائما على تغيير الأشياء الخارجية لأنه يريد أن يرى ذاته تتحقق بشكل موضوعي. فكيف يمكن أن تتمثل الذات نفسها؟
يرى الفيلسوف الفرنسي ديكارت أن الشك هو السبيل الوحيد إلى اليقين، فهو الذي يجعلنا نحيط بذواتنا. هكذا شك ديكارت في كل شيء بما في ذلك وجوده. فلم يستطع أن يقول إن الجسم والنفس من خواص نفسه. لكن تأكد له بوضوح أنه لا يستطيع أن يشك في أنه يفكر، حيث أن التفكير هو الخاصية الوحيدة التي لازمت الذات منذ البداية (= بداية الشك).
فانطلاقاً من التفكير يمكن أن ندرك بصفة حدسية وجود الذات؛ هكذا استطاع ديكارت أن يقول: «أنا أفكر إذن أنا موجود». فالذات والتفكير متلازمان، فحينما تتوقف الذات عن التفكير تنقطع عن الوجود.
إلا أن الفيلسوف برغسون Bergson يرفض أي طابع ذاتي أو نسبي للوعي. فليس الوعي – في نظره – لحظة شعورية مرتبطة بشيء معين؛ وإنما الوعي هو إدراك للذات والأشياء في ديمومتها. فالوعي انفتاح على الحاضر والماضي والمستقبل. ومن ثمة فإنه لا يقبل القسمة إلى لحظات معينة لأنه تدفق وسريان يصعب التمييز بين لحظاته. وانطلاقا من هذا نتساءل: هل يمكن أن يتم الوعي في غياب العالم والآخرين؟
الوعي انفتاح على العالم وعلى الآخرين
إن كانط يميز بين الوعي بالذات والمعرفة. فهو يرى أن وعي الذات لنفسها كوجود أخلاقي لا يعني بالضرورة وعينا المطلق للأشياء؛ لأننا نجهل النومينات (الأشياء في ذاتها)، ومن ثمة يظل وعينا بالأشياء وعيا نسبيا. أما الفيلسوف هوسرل E. Husserl فيرى – على خلاف ذلك – أن الوعي دائماً قصدي (= وعي بشيء ما). فقد يكون الوعي تخيلاً، أو تذكراً، أو تفكيراً منطقياً… إلا أنه يتجه دائماً صوب الشيء المفكر فيه. ومن ثمة فإن الوعي بالذات هو انفتاح على الذات من خلال قصدية معينة، والوعي بالعالم هو وعي قصدي للعالم.
ويحاول الفيلسوف ميرلوبنتي Merleau-Ponty أن يخرج الوعي من هذه النزعة الفينومينولوجية (الظاهراتية)، فيقول بأن الوعي هو الذي يمنح للعالم معاينته التي يتجلى بها: إن «العالم كما هو في ذاته، فإن كل اتجاهاته وحركاته نسبية، الشيء الذي يعني أنه لا وجود لها فيه». فالذات الواعية لا تستطيع – هي كذلك – أن تتمثل وعيها إلا بإسقاطها له في العالم، ومن ثمة فإن هناك علاقة جدلية بين الذات والعالم: فبدون الذات يصبح العالم بدون أبعاد ولا جهات، وبدون العالم لا تستطيع الذات أن تتمثل نفسها كوجود متعال عن العالم.
هكذا نتمكن من القول بأن الإنسان لا يستطيع أن يتمثل نفسه في غياب العالم دون أن يسقط في «مذهب الأنا وحدي» Solipsisme لكن ما هو دور الآخر في الوعي بالذات؟ وأما في فلسفة الوجودية عند الفيلسوف سارتر J.P. Sartre أن الآخر هو الذي يجعلني أعي ذاتي: فأنا حين أكون لوحدي أحيى ذاتي ولا أفكر فيها، لكن بمجرد أن أرفع بصري فأرى الآخر ينظر إليَّ أخجل من نفسي، لأنني أصبحت أنظر إلى نفسي بنظرة الآخر إلي. فنظرة الآخر إذن هي التي تجعلني أعي ذاتي كشيء خارج عني. فالآخر هو الوسيط الذي يجعلني أموضع ذاتي. هكذا يكون الآخر الوجود الأساسي الذي يجعلني أجعل من ذاتي موضوعاً للوعي.
بعد أن تعرفنا عن العلاقة الواعية التي يمكن أن تكون بين الذات ونفسها، وبين الذات والعالم والآخرين؛ نستطيع الآن أن نتساءل: هل الوعي مطلق أم نسبي؟

## حدود الوعي
كثيراً ما ننسى أن معالجة الفلاسفة والمفكرين لإشكالية الوعي ترتبط بلحظات تاريخية تنعكس فيها هموم ودرجات المعرفة البشرية، ومن هذا المنطلق تختلف تمثلاتهم لحدود الوعي. فعلى سبيل المثال، ماركس يعتبر الوعي هو ذلك البناء الفوقي الذي تتجلى فيه جميع الأنشطة الإنسانية، ويرى أنه لا نستطيع إطلاقاً أن نتمثل الوعي في معزل عن الأوضاع الاجتماعية وبالتالي علاقات الإنتاج. فالناس يدخلون في علاقات إنتاج معينة خارجة عن إرادتهم، تولد عندهم درجات متنوعة من الوعي. ومن هذا المنطلق يقول ماركس «ليس وعي الناس هو الذي يحدد وجودهم، وإنما وجودهم الاجتماعي هو الذي يحدد وعيهم.» إلا أن ماركس لا يعتبر الوعي انعكاسا سلبيا للواقع، لأنه يؤمن بوجود علاقة جدلية فيما بينهما: فالوعي يمكنه أن يؤثر في الواقع ؛ فإما أن يساهم في تغيير الواقع (الوعي الصحيح)، وإما أن يساهم في تكريسه (الوعي الزائف). أما نيتشه Nietzsche فيرى أن بالإمكان أن يعيش الإنسان حياته في استقلال عن الوعي تماما. لما كانت الحياة البشرية معرضة للهلاك بوصفها حياة يؤطرها الصراع من أجل البقاء اضطر الإنسان أن يعبر عن نفسه في كلمات، ومن ثمة يكون نمو اللغة ونمو الوعي متلازمين. هكذا اختلق الإنسان لنفسه أوهاما أصبحت تؤطر حياته وأضفى عليها صبغة حقائق تقنن واقعه (كالواجب والمسؤولية، والحرية …إلخ). فالحقائق في العمق ليست إلا أوهاما منسية. أما فرويد Freud فينظر إلى حياتنا نظرة مخالفة تماماً. فالحياة الإنسانية عنده أشبه بجبل الجليد iceberg (ما يظهر منه أقل بكثير مما هو خفي)؛ ومن ثمة نكون مخطئين جداً إذا نسبنا كل سلوكاتنا إلى الوعي، لأن «كل هذه الأفعال الواعية، سوف تبقى غير متماسكة وغير قابلة للفهم إذا اضطررنا إلى الزعم بأنه لا بد أن ندرك بواسطة الوعي كل ما يجري فينا …»(فرويد)؛ فكثير من السلوكات لا تفهم إلا إذا أرجعناها إلى الجانب الأساسي من حياتنا النفسية وهو اللاشعور.
وكتمثل توفيقي نستطيع القول بأن الحياة الإنسانية حياة مركبة، حيث يلعب فيها كل من الوعي واللاشعور دورا مركزيا. فإذا كان اللاشعور ضروريا لتفسير كثير من السلوكيات خصوصاً منها المنحرفة والمرضية والشاذة، فإنه لا يجب أن ننسى بأن الحياة الإنسانية حرية وإرادة ومسؤولية، حيث يختار الإنسان كثيراً من سلوكاته بكامل الوعي.